# Johann Heinrich Wilhelm Dietz

Johann Heinrich Wilhelm Dietz

Johann Heinrich Wilhelm Dietz (* 3. Oktober 1843 in Lübeck; † 28. August 1922 in Stuttgart) war Verleger und Politiker der frühen deutschen Sozialdemokratie. Von 1881 bis 1918 war er mit einem Mandat für die SPD (bzw. bis 1890 deren Vorläuferpartei SAPD) im Reichstag des Kaiserreichs vertreten. Er begründete 1881 den J.H.W.-Dietz-Verlag.

## Leben
Der Vater Johann Jochim Christian Dietz war Schneider und die Mutter Anna Catherine Elisabeth stammte aus ähnlichen Verhältnissen. Nach dem Abschluss der Schule absolvierte Dietz eine Buchdruckerlehre in Lübeck. Anschließend ging er als Drucker nach St. Petersburg. Dort gewann er einen ersten Einblick in die schwere wirtschaftliche Situation der russischen Arbeiterschaft. Auch hatte er dort erste Kontakte zu sozialistischen Kreisen. Nach seiner Rückkehr nach Deutschland im Jahr 1866 war Dietz in Hamburg als Schriftsetzer und Faktor (Leiter einer Buchdruck-Setzerei) tätig. Gleichzeitig schloss er sich auch der sozialistisch orientierten Arbeiterbewegung an.
Dietz übernahm 1875 die Leitung des neu gegründeten Hamburg-Altonaer Volksblatts. Zwischen 1881 und 1918 vertrat er die Sozialdemokratie im Reichstag. Er war im Reichstagswahlkreis Freie und Hansestadt Hamburg 2 gewählt worden.
Unter dem Sozialistengesetz wurde Dietz am 27. Oktober 1880 aus Hamburg ausgewiesen und gründete am 31. Dezember 1881 den „Verlag J. H. W. Dietz“ in Stuttgart. 1884 gab Dietz wegen systematischer Polizeischikanen und fast täglicher Haussuchungen seine Druckerei in Stuttgart auf und beließ in Stuttgart nur das Verlagsgeschäft. Erst später ging man in Württemberg zu einer milderen Praxis des Sozialistengesetzes über.

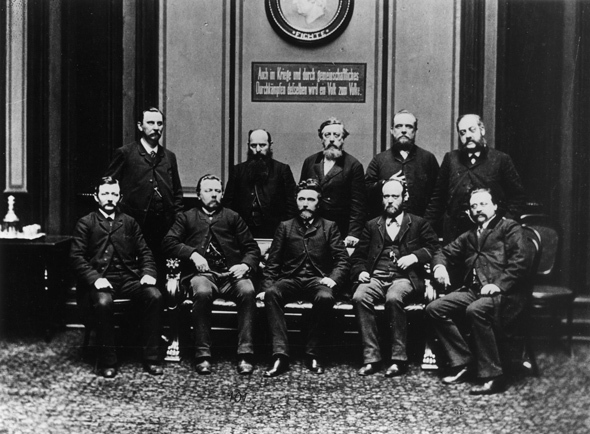
Dietz (hintere Reihe, links) als Mitglied der sozialistischen Reichstagsfraktion von 1889

Dietz betreute die Herausgabe des Briefwechsels von Karl Marx und Friedrich Engels und verlegte die Werke sozialdemokratischer Schriftsteller, u. a. von August Bebel, Eduard Bernstein, Ferdinand Lassalle und Franz Mehring. Während des Sozialistengesetzes, aber auch danach organisierte er den Vertrieb sozialistischer Literatur in Deutschland.
Ab 1883 erschien in seinem Verlag die theoretische sozialistische Zeitschrift Die Neue Zeit, die von Karl Kautsky herausgegeben wurde. Von 1892 bis 1917 erschien in seinem Verlag die sozialistische Frauenzeitschrift Die Gleichheit, die von Clara Zetkin herausgegeben wurde.
Dietz leistete Außerordentliches zur Verbreitung des Marxismus in der Sozialdemokratie. In zahlreichen innerparteilichen Kontroversen bezog er indessen stets auf Seiten des gemäßigten Parteiflügels Position. Zeitlebens auf Ausgleich bedacht, stand er ab den 1890er Jahren den Revisionisten nahe.

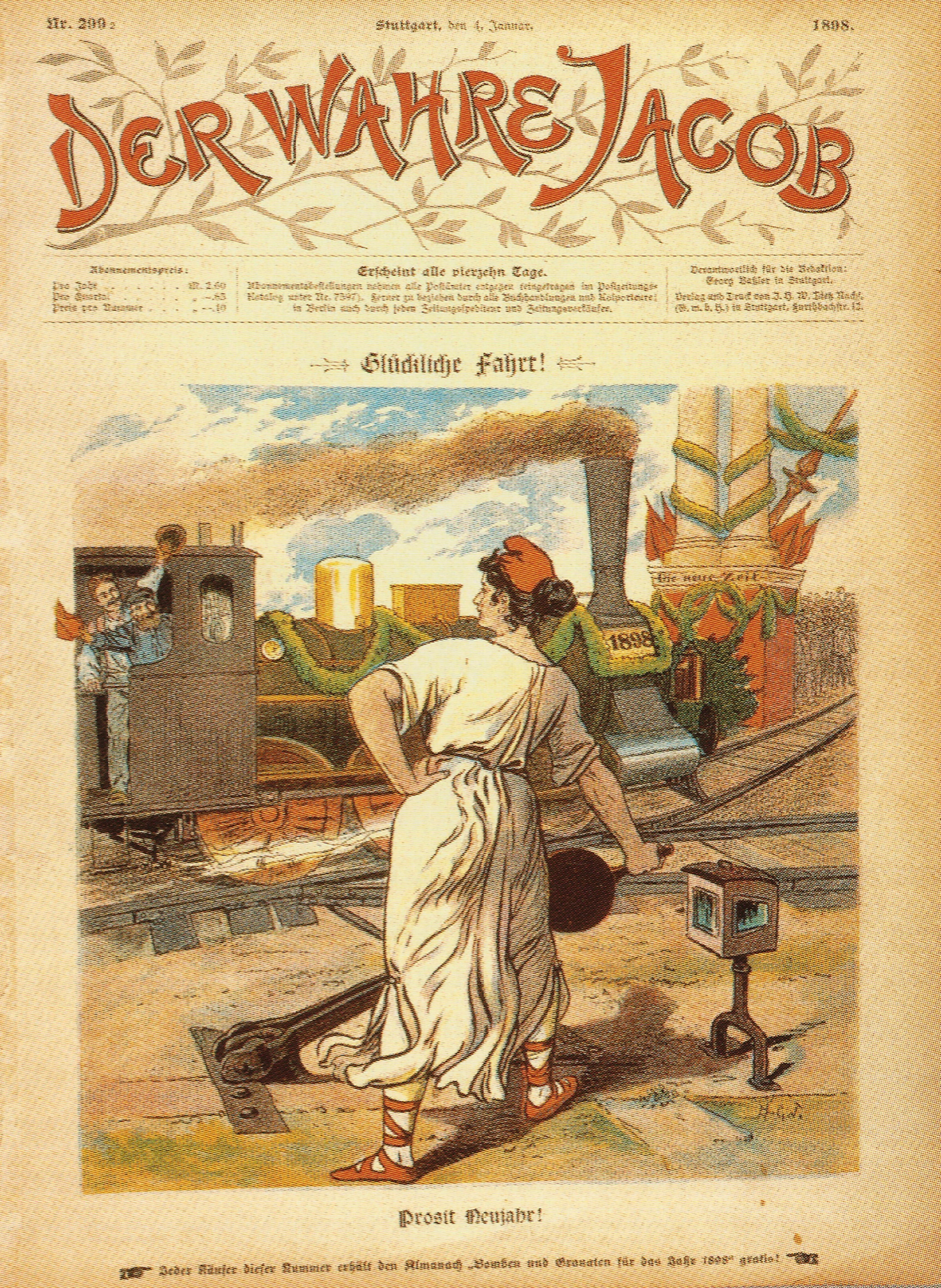
Der Wahre Jacob Nr. 299 1898 Titelseite

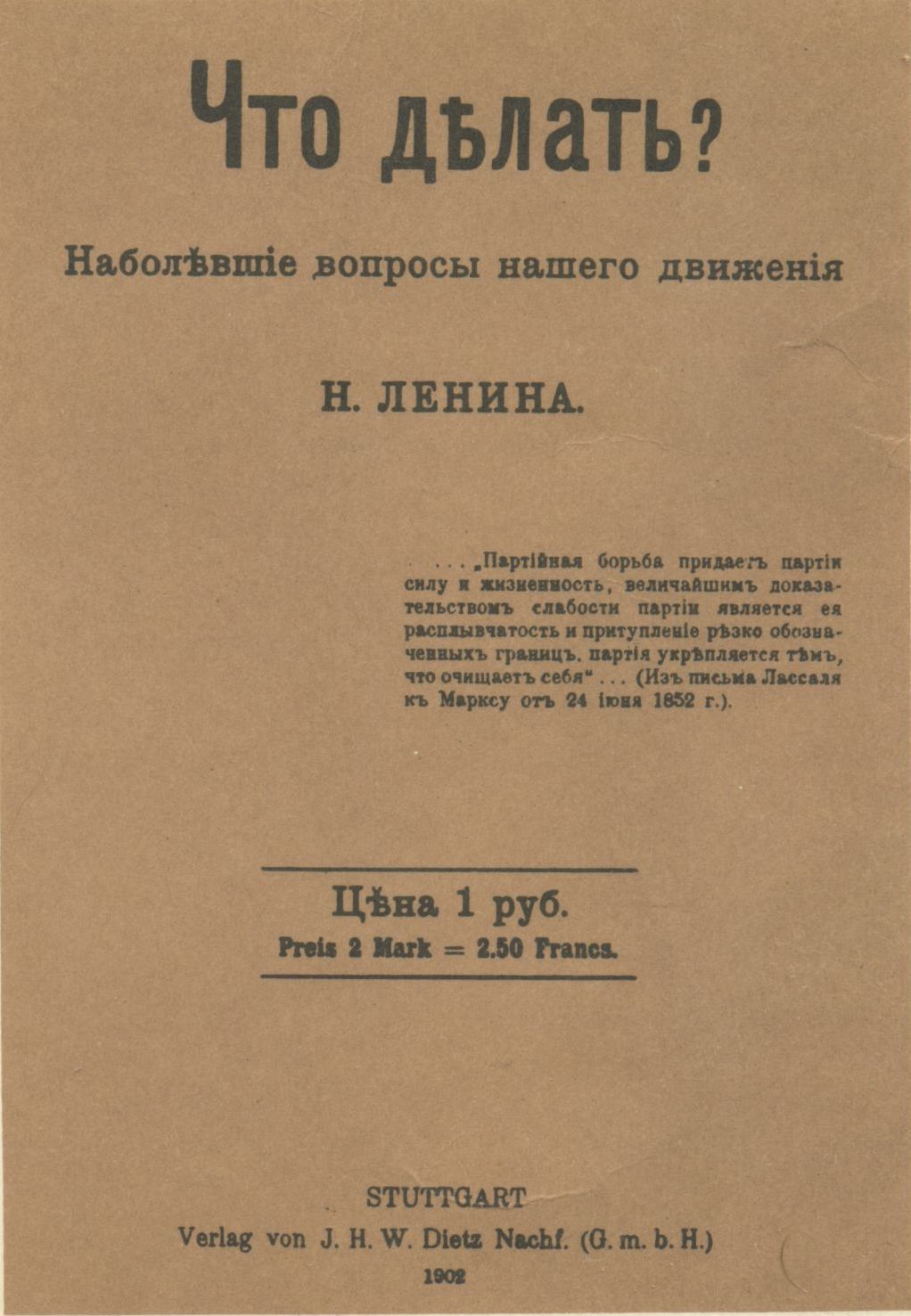
Lenin, russische Ausgabe von Was tun?, 1902

Sein ambitioniertes Verlagsprogramm finanzierte Dietz vor allem durch das weitverbreitete sozialdemokratische literarische Satireblatt Der Wahre Jacob, das er 1879 gemeinsam mit dem Journalisten Wilhelm Blos in Hamburg gegründet hatte und später in Stuttgart weiterführte.
1906 übernahm die SPD den Dietz-Verlag als zentralen Parteiverlag, was am verlegerischen Engagement von Dietz nichts änderte.
1916 überwies er seine sozialdemokratische Privatbibliothek der Deutschen Bücherei in Leipzig als Geschenk, wo sie den Grundstock der 1970 neu gegründeten Sammlung Sozialistica bildete, die jetzt Teil der Sammlungen des Deutschen Buch- und Schriftmuseums ist. »In diesem Bestand befinden sich zahlreiche wertvolle Erstdrucke und seltene Ausgaben der Werke von Karl Marx, Friedrich Engels, Ferdinand Lassalle, Franz Mehring, August Bebel, Maxim Gorki oder auch Lenins Was tun? in der in Stuttgart 1902 erschienenen russischsprachigen Erstausgabe.«
Nach dem Tod von Johann Heinrich Wilhelm Dietz wurde der Verlag 1923 von Stuttgart nach Berlin verlegt, wo er 1924 mit dem zweiten großen sozialdemokratischen Parteiverlag, dem „Verlag der Buchhandlung Vorwärts“ (nicht zu verwechseln mit der Vorwärts-Druckerei) fusionierte.